# Pałac Zdunowo
Pałac w Zdunowie – rezydencja we wsi Zdunowo, w gminie Załuski, w powiecie płońskim, województwie mazowieckim. Pałac został wybudowany w latach 1905–1910 dla Stanisława i Cecylii Jaworowskich herbu Lubicz. Został zaprojektowany w stylu zmodernizowanego późnego baroku przez wiedeńskie atelier Fellner&Hellmer. Rezydencja o powierzchni 1500 m² znajduje się w otoczeniu 7-hektarowego parku. W pałacu mieści się hotel.

## Architektura i wnętrza
Nie jest znany dokładny autor projektu, jednak najprawdopodobniej pochodził on z kręgu wiedeńskiego atelier Fellner&Hellmer. Prace nad pałacem rozpoczęto w pierwszej dekadzie XX wieku pod kierunkiem majstra Kwiatkowskiego ze wsi Streżewo. Jaworowscy, pomysłodawcy i fundatorzy całego przedsięwzięcia, do prac nad projektem zagospodarowania terenu parkowego zatrudnili warszawskiego planistę ogrodów Waleriana Kronenberga. Stylistyka pałacu nawiązuje do późnobarokowej architektury.

## Historia
W okresie międzywojennym posiadłość należała do Piotra Domańskiego. Majątek został wniesiony przez jego żonę jako posag. W czasie okupacji niemieckiej w siedzibie pałacu urządzono szpital. W 1946 roku majątek został przejęty przez Skarb Państwa. Przeznaczenie pałacu zmieniało się, stanowił on siedzibę dla wojsk radzieckich, potem Wojska Polskiego, później mieścił się tu Państwowy Dom Dziecka. W latach 1957–1958 pałac służył jako Zasadnicza Szkoła Rolnicza. 1 czerwca 1979 roku Zespół Pałacowo-Parkowy w Zdunowie został wpisany do rejestru zabytków. W kolejnych latach majątek opustoszał i niszczał.
W stanie ruiny w czerwcu 1989 odkupiła go od Państwa rodzina Tarnowskich wraz z ziemią otaczającą pałac, rozpoczynając prace remontowe. Trzy lata później zlikwidowano PGR Zdunowo.   
W 2001 roku nowymi właścicielami zostali wspólnicy Ireneusz Kostrzewa i Robert Procyszyn, którzy kontynuowali remont. Budynek odkopano, fundamenty wzmocniono, wykonano izolację i drenaż opaskowy. W październiku 2002 roku pożar całkowicie strawił dach, strop nad parterem, drewniane klatki schodowe, stolarkę drzwiową i okienną. Dzięki pasji pana Kostrzewy nie zaprzestano remontu, ponownie wymienił on dach, pieczołowicie odtworzył elewację i stolarkę okienną, wymienił stropy nad parterem ratując pałac od ruiny.  
W kwietniu 2005 pałac kupili Małgorzata i Dariusz Chwiejczakowie. Dokończyli remont elewacji, wykonali nowe reprezentacyjne wejście frontowe oraz okazały taras ogrodowy. Odrestaurowaniem oraz wykończeniem budowlanym przed pożarem oraz po nim zajęła się niewielka, nieistniejąca już małopolska firma budowlana BUD-KA. Następnie pieczołowicie odtworzono stolarkę drzwiową, parkiety z intarsjami i dekoracje sztukatorskie. Prace te wspierał Wojewódzki Konserwator Zabytków Krzysztof Kaliściak.  
Jako architekt krajobrazu, właścicielka przywróciła dawne założenie parkowe. Usunięto młode samosiewy, posadzono liczne kolekcjonerskie gatunki drzew, objęto leczeniem pomniki przyrody, zrewaloryzowano zabytkową aleję lipową, pogłębiono stawy i umocniono linię brzegową. Teren został ogrodzony i otrzymał nową secesyjną bramę. Po pięciu latach intensywnych prac, w stulecie istnienia rezydencja zdunowska wróciła do dawnej świetności. W kwietniu 2009 państwo Chwiejczakowie zostali nagrodzeni przez Generalnego Konserwatora Zabytków Tomasza Mertę za rewaloryzację Pałacu w Zdunowie.  
Obecnie w Pałacu Zdunowo mieści się butikowy hotel, w którym organizowane są konferencje, pikniki, spotkania rodzinne, przyjęcia weselne oraz warsztaty. Wszystkie pomieszczenia zostały zaprojektowane w taki sposób, aby umilić pobyt w pałacowych murach oraz odzwierciedlić zabytkowy charakter majątku. W pałacu znajdują się sale: konferencyjna, balowa, klubowa, salonik oraz biblioteka.